# Le Soldat récalcitrant
Pour plus de détails, voir Fiche technique et Distribution.
Le Soldat récalcitrant (At War with the Army) est un film américain de Hal Walker sorti en 1950.

## Synopsis
Sgt. Victor Puccinelli (Dean Martin) et Pvt. Alvin Korwin (Jerry Lewis) sont deux amis vedettes de cabaret. Ils se retrouvent malgré eux engagés dans l'armée.

## Fiche technique
- Titre original : At war with the army
- Titre français : Le soldat récalcitrant
- Réalisation : Hal Walker, assisté d'Alvin Ganzer
- Scénario : Fred F. Finklehoffe d'après la pièce de James B. Allardice
- Musique : Joseph J. Lilley
- Directeur de la photographie : Stuart Thompson
- Montage : Paul Weatherwax
- Création des décors : George Jenkins
- Effets spéciaux de maquillage : Lee Greenway
- Costumes : Jack Dowsing
- Producteur : Fred K. Finklehoffe
- Producteurs : Jerry Lewis et Dean Martin
- Producteur exécutif : Abner J. Greshler
- Compagnies de production : Fred F. Finklehoffe Productions - Screen Associates Inc. - York Pictures Corporation
- Compagnie de distribution : Paramount Pictures
- Pays :  États-Unis
- Langue : anglais
- Durée : 93 minutes
- Son : Mono (Western Electric Recording)
- Image : Noir et blanc
- Ratio écran : 1.37:1
- Format négatif : 35 mm
- Procédé cinématographique : Sphérique
- Genre : Comédie
- Dates de sortie :
  - États-Unis : 31 décembre 1950
  - France : 27 juin 1952

## Distribution
- Dean Martin : Sgt. Victor Vic Puccinelli
- Jerry Lewis : Alvin Korwin
- Mike Kellin : Sergent McVey
- Jimmie Dundee : Eddie
- Angela Greene : Deborah Caldwell
- Polly Bergen : Helen
- Jean Ruth : Millie
- Tommy Farrell : Clark
- Frank Hyers : Shaughnessy
- Danny Dayton : Miller
- William Mendrek : Ernest Caldwell
- Stephen Roberts : le docteur